# Pegomastax
Pegomastax africanus
Genre
Espèce
Pegomastax est un genre éteint de petit dinosaure ornithischien de la famille des Heterodontosauridae ayant vécu en Afrique du Sud, où il a été découvert dans la formation géologique d'Elliot datée du Jurassique inférieur (Hettangien à Sinémurien), soit il y a environ entre 201,4 à 192,9 millions d'années.
L'espèce Pegomastax africanus est basée sur SAM-PK-K10488, spécimen constitué d'un crâne partiel, incluant un os orbitaire, et à la fois la mandibule et le prédentaire, os en forme de bec édenté situé à la pointe de la mâchoire inférieure.

## Historique

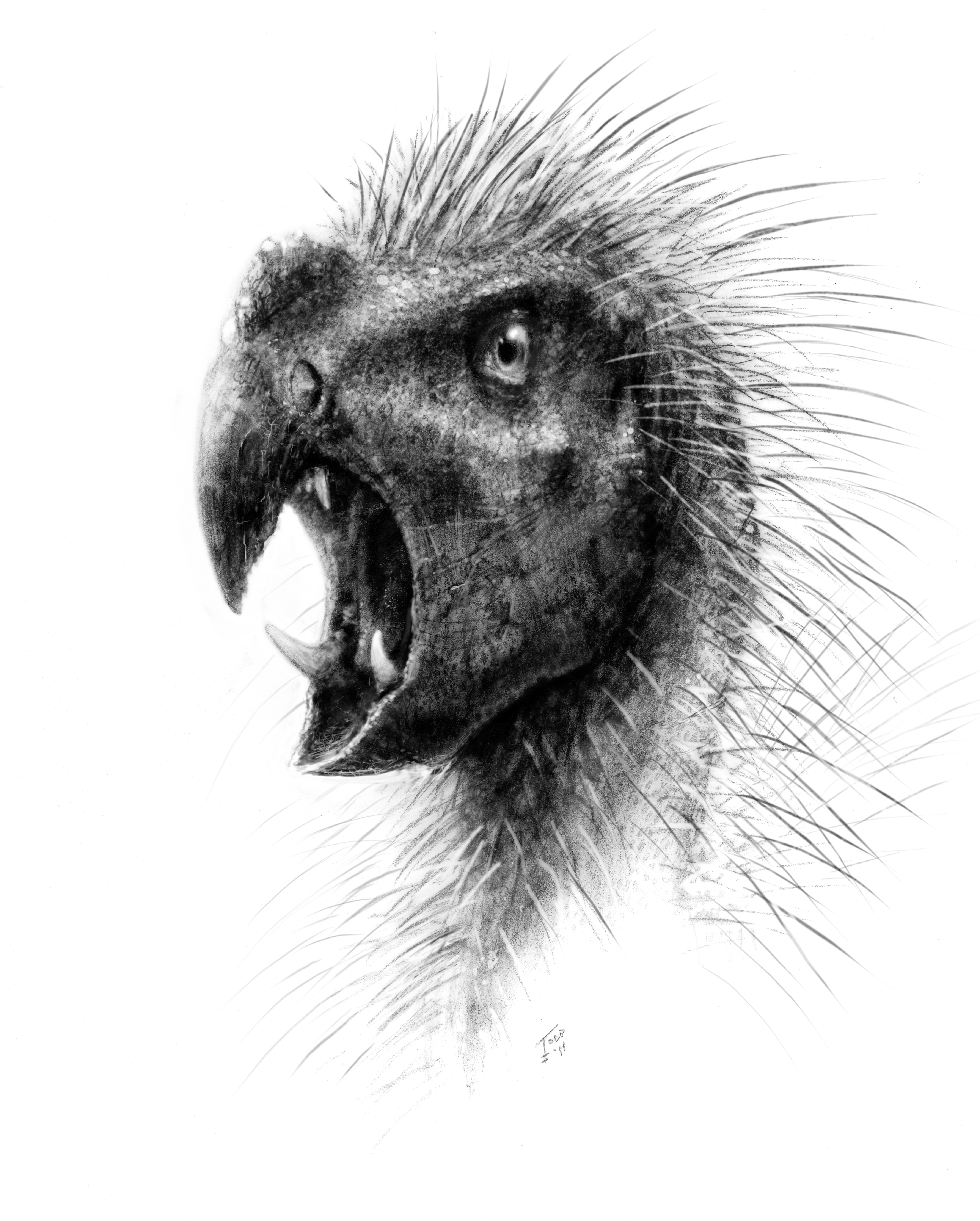
Restauration de Pegomastax africanus par Todd Marshall.

Ce spécimen mis au jour dans les années 1960 a longtemps traîné dans une collection de fossiles de l’université de Harvard. Il a fallu attendre pas moins de 50 ans pour que Paul Sereno, de l’université de Chicago, mette la main dessus et que le dinosaure ait droit à sa publication dans la revue ZooKeys.

## Description
Ce petit dinosaure herbivore qui ressemblait à un perroquet ne mesurait pas plus de 60 centimètres de long.